# Fiú kettes szánkó a 2020. évi téli ifjúsági olimpiai játékokon
A 2020. évi téli ifjúsági olimpiai játékokon a szánkó fiú kettes versenyszámát január 17-én rendezték a St. Moritz-Celerina Olympic Bobrunban. Az aranyérmet a német Moritz Jäger, Valentin Steudte duó szerezte meg a lett és az orosz páros előtt.
A versenyszámban magyar csapat nem vett részt.

## Versenynaptár
Az időpont(ok) helyi idő szerint olvashatóak (UTC +01:00):
| Dátum                    | Időpont     | Forduló  |
| ------------------------ | ----------- | -------- |
| 2020. január 17., péntek | 11:00-11:25 | 1. futam |
| 2020. január 17., péntek | 11:50-12:15 | 2. futam |

## Eredmény
| Hely. | Versenyző                                                  | Nemzet                 | R. | 1. futam | 1. futam | 2. futam | 2. futam | Hátrány | Összesen |
| Hely. | Versenyző                                                  | Nemzet                 | R. | Idő      | Hely.    | Idő      | Hely.    | Hátrány | Összesen |
| ----- | ---------------------------------------------------------- | ---------------------- | -- | -------- | -------- | -------- | -------- | ------- | -------- |
| Arany | Moritz Jäger Valentin Steudte                              | Németország (GER)      | 2  | 54,824   | 1        | 54,825   | 2        | 00,000  | 1:49,649 |
| Ezüst | Kaspars Rinks Ardis Liepiņš                                | Lettország (LAT)       | 4  | 54,971   | 2        | 54,980   | 3        | +0,302  | 1:49,951 |
| Bronz | Mihail Karnauhov Jurij Csirva                              | Oroszország (RUS)      | 5  | 55,698   | 6        | 54,627   | 1        | +0,676  | 1:50,325 |
| 4.    | Kacper Imiołek Łukasz Maćkała                              | Lengyelország (POL)    | 1  | 55,467   | 3        | 55,545   | 4        | +1,363  | 1:51,012 |
| 5.    | Vratislav Varga Metod Majerčák                             | Szlovákia (SVK)        | 7  | 55,612   | 4        | 55,586   | 5        | +1,549  | 1:51,198 |
| 6.    | Jang Shi-hszün (Yang Shih-Hsun) Je Meng-jie (Yeh Meng-Jhe) | Tajvan (TPE)           | 10 | 55,948   | 7        | 55,911   | 6        | +2,210  | 1:51,859 |
| 7.    | Milen Milanov Nedjalko Ivanov                              | Bulgária (BUL)         | 9  | 56,580   | 8        | 57,185   | 7        | +4,116  | 1:53,765 |
| 8.    | Sam Day Sam Eckert                                         | Egyesült Államok (USA) | 3  | 55,624   | 5        | 58,233   | 9        | +4,208  | 1:53,857 |
| 9.    | Lovro Kovačič Tian Badžukov                                | Szlovénia (SLO)        | 8  | 58,879   | 9        | 57,561   | 8        | +6,791  | 1:56,440 |
| –     | Răzvan Turea Sebastian Motzca                              | Románia (ROU)          | 6  | DNS      | DNS      | DNS      | DNS      | DNS     | DNS      |
| –     | Vadym Mykyievych Bohdan Babura                             | Ukrajna (UKR)          | 11 | DSQ      | DSQ      | DSQ      | DSQ      | DSQ     | DSQ      |

____
Magyarázat:
• R = rajtszám • DNS = visszalépett • DSQ = kizárva